# Hóp
Hóp – obszar wodny w Islandii bardziej przypominający lagunę niż jezioro. Wielkość powierzchni zależy od pływu i ma pomiędzy 29 a 44 km² powierzchni i 9 m głębokości. Leży niedaleko ujścia rzeki Vatnsdalsá do zatoki Húnafjörður (część zatoki Húnaflói), w okolicach miejscowości Blönduós.